# Лугова (зупинний пункт)
Лугова́ (до 18.07.2017 — Піонер) — зупинний пункт Шевченківської дирекції Одеської залізниці на вузькоколійній залізниці (ширина — 75 см) Рудниця — Гайворон між станціями Бершадь (17 км) та Гайворон (7 км).
Розташований у лісі на схід від села Осіївка Бершадського району Вінницької області.

## Історія
18 липня 2017 року, відповідно до вимог наказу ПАТ «Укрзалізниця» від 17.07.2017 № 472 «Про внесення змін до Тарифного керівництва № 4» за клопотанням регіональної філії «Одеська залізниця» ПАТ «Укрзалізниця», зупинний пункт Піонер (названий завдяки розташуванню поруч піонерського табору, нині закинутого) перейменований на зупинний пункт Лугова (вузьк.).
Зупиняються приміські поїзди (з 14.10.2021 р відновлено одну пару на добу щоденно) сполученням Рудниця — Гайворон.